# Alca (distrito)
O Distrito peruano de Alca é um dos onze distritos que formam a Província de La Unión, situada no Departamento de Arequipa, pertencente a Região Arequipa, Peru.

## Transporte
O distrito de Alca é servido pela seguinte rodovia:
- AR-105, que liga o distrito de Majes à cidade de Puyca [1][2][3]